# Agave gypsophila
Agave gypsophila (лат.) — вид растений рода Агава (Agave) подсемейства Агавовые (Agavoideae) семейства Спаржевые (Asparagaceae). Эндемик мексиканского штата Герреро.

## Таксономия
Видовое название лат. gypsophila означает «любящая гипс». Вид Agave gypsophila был описан Говардом Скоттом Джентри в 1982 году. В 2013 году Х. Антонио Васкес-Гарсия и соавторы предложили более узкое определение Agave gypsophila, основанное как на экологических, так и на морфологических характеристиках. Вид Agave gypsophila sens. lat. (в широком смысле) Говард Скотт Джентри разделил на пять видов: Agave abisaii, A. andreae, A. gypsophila sens. strict. (в строгом смысле), A. kristenii и A. pablocarrillioi. Все пять видов являются эндемиками узкого ареала на юго-западе Мексики.

## Описание
Agave gypsophila растёт одиночно, образуя открытые розетки. Листья серо-голубоватые, линейные или ланцетные, различной степени скрученности, слегка шероховатые, длиной от 45 до 110 см и шириной от 7 до 12 см. Края листьев бородавчатые с неравномерно расположенными зубчиками. Коричневая верхушечная колючка достигает 1 см в длину. Метельчатое соцветие, прямое или изогнутое, достигает 2–3 м в высоту. Цветки от жёлтого до оранжевого цвета длиной 30–35 мм, располагаются на верхушке соцветия на рыхло расположенных веточках различной окраски. Широкая воронковидная цветочная трубка длиной 4–5 мм. Цветёт с марта по май.

## Охранный статус
Этот вид занесён в список МСОП как вид, находящийся под угрозой исчезновения. В условиях ограниченного распространения Agave gypsophila встречается в небольших количествах и находится под угрозой исчезновения из-за ухудшения качества среды обитания и её сокращения в результате развития сельского хозяйства и инфраструктуры. Agave gypsophila не встречается ни на одной охраняемой территории.

## Культивирование
Растения, культивируемые по всему миру под названием Agave gypsophila, в основном считаются Agave pablocarrilloi.

## Галерея

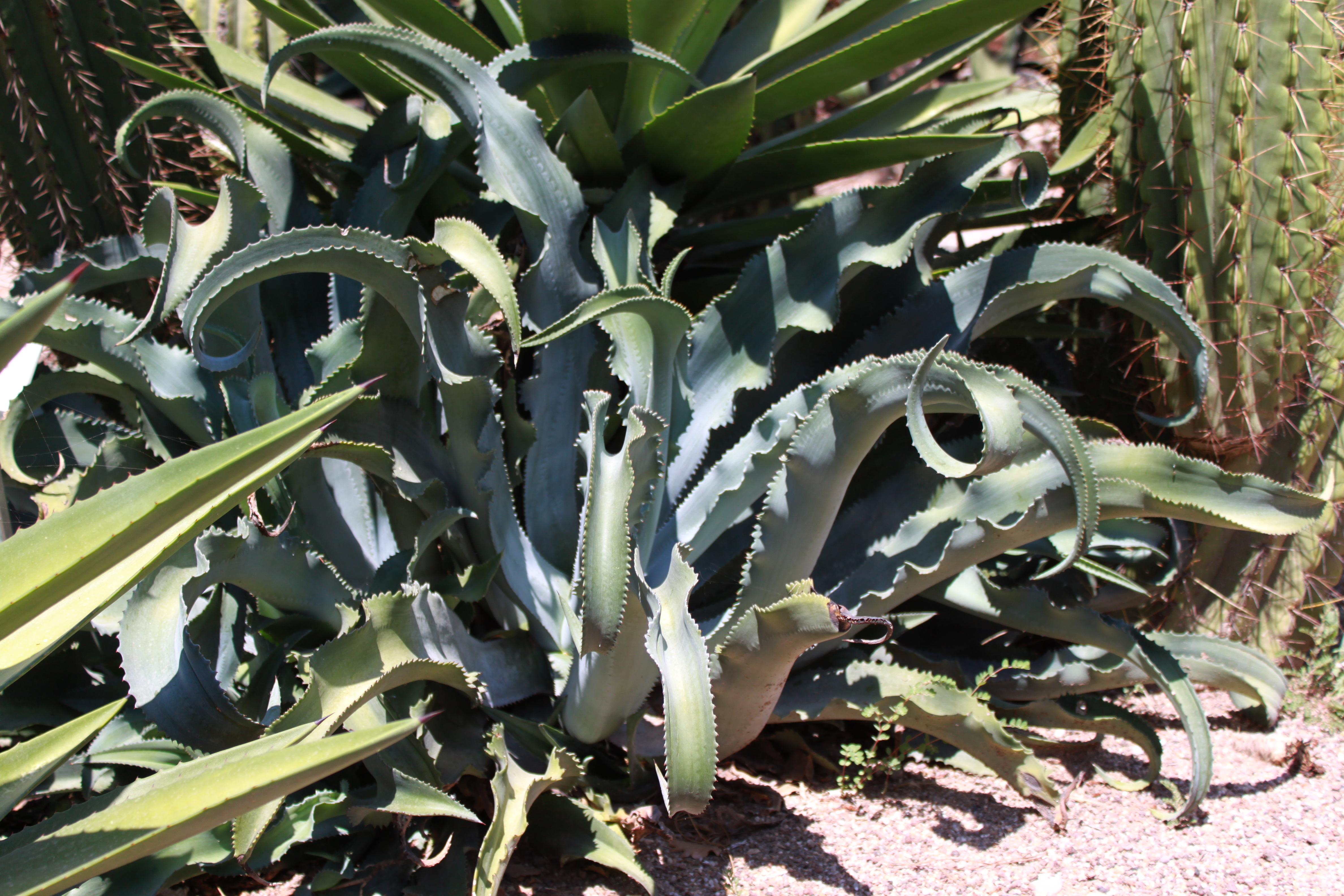
Розетка
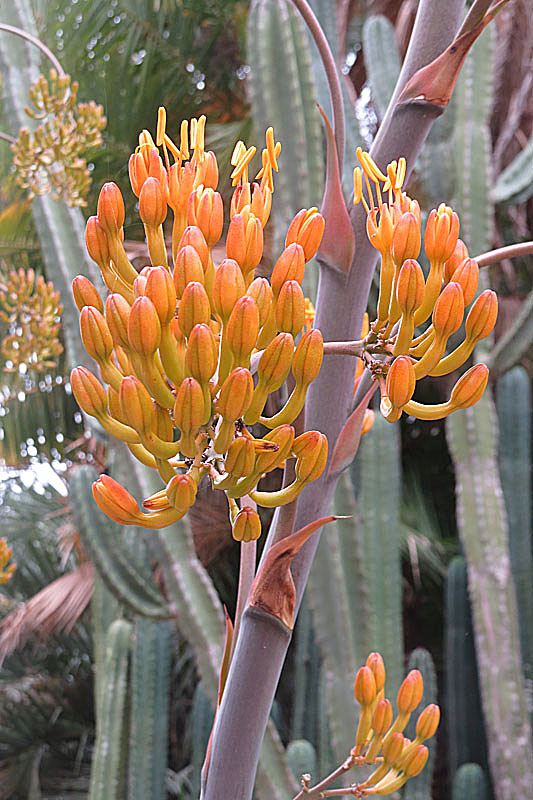
Соцветие
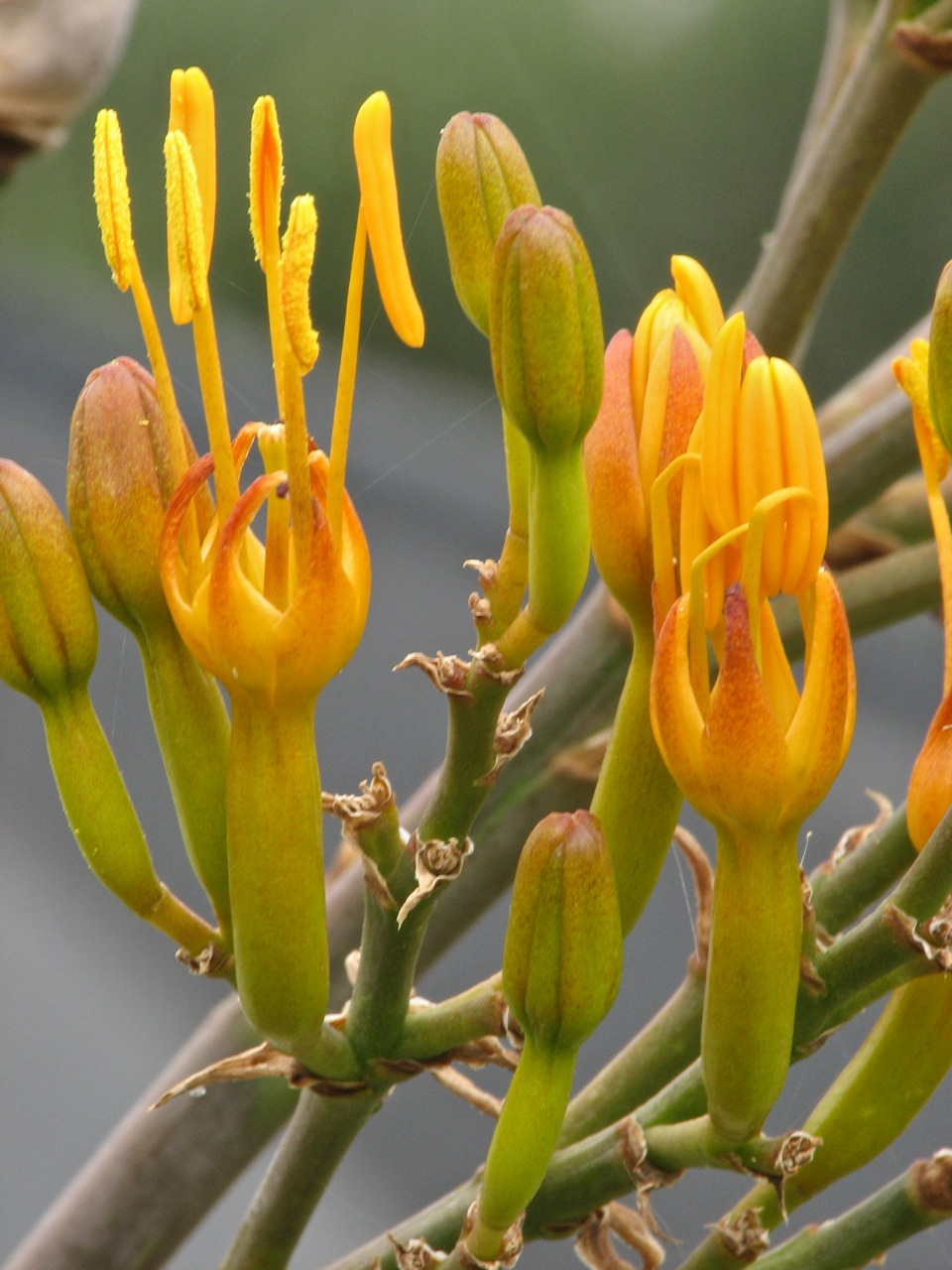
Цветки